# Кальвильо
Кальвильо (исп. Calvillo) — город и административный центр одноимённого муниципалитета в мексиканском штате Агуаскальентес. Численность населения, по данным переписи 2010 года, составила 19 742 человека.

## История
В 1771 году город основал Мануэль Колон де Ларреатеги.